# Merw
Koordinaten: 37° 39′ 51″ N, 62° 11′ 5″ O
Merw (neupersisch مرو, DMG Marw, auch Merv, altpersisch 𐎶𐎠𐎼𐎦𐎿 Marguš, russisch Мерв) war im Altertum eine Oasenstadt in Margiana im Südosten des heutigen Turkmenistan in Zentralasien. Die Ruinen der Stadt wurden von der UNESCO zum Weltkulturerbe erklärt.

## Geographie
Die Überreste des alten Merw am Binnendelta des Murgab liegen bei der Kleinstadt Bairam Ali, knapp 30 km östlich der modernen Städte Murgap und Mary, von denen letztere bis 1930 ebenfalls Merw genannt wurde. Der Ort, einst eine wichtige Station an der Seidenstraße, befindet sich im Südwesten des Amudarja, etwas nördlich des Karakumkanals und eines Teilstücks der Trasse der Transkaspischen Eisenbahn.

## Geschichte

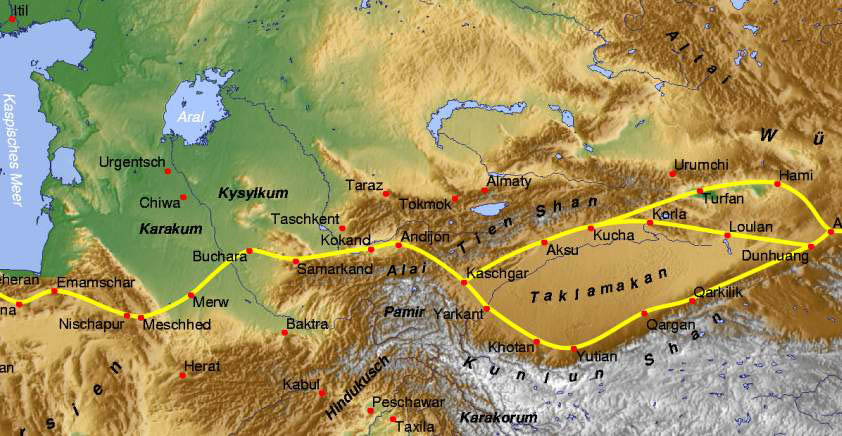
Zentralasien mit Seidenstraße

Der Platz ist seit der Jungsteinzeit besiedelt. Den ersten Höhepunkt erlebte Merw im 2. Jahrtausend v. Chr. Der älteste Teil ist eine als Erk-Kala bekannte, zwölf Hektar große, befestigte Siedlung aus achämenidischer Zeit.
Während des Alexanderzugs wurde Merw erobert, in Alexandria he Margiane (griech. Ἀλεξάνδρεια τῆς Μαργιανής / ἡ Μαργιανή, dt. Alexandria in Margiana) umbenannt und zu einer griechischen Polis ausgebaut. Vom Seleukidenkönig Antiochos I. wurde der Ort zerstört, aber unter dem Namen Antiochia in Parthien (Ἀντιόχεια τῆς Παρθίας / ἡ Πάρθη, auch: τῆς Μαργιανής / ἡ Μαργιανή) wieder aufgebaut. Diese heute als Gyaur-Kala bekannte Stadt wurde in den folgenden Jahrhunderten von den Parthern, danach bis zum Ende der Antike von den Sassaniden beherrscht.
651 n. Chr. wurde in Merw der letzte Sassanidenkönig Yazdegerd III. ermordet. Im Zuge der islamischen Expansion fiel die Stadt bald darauf an die muslimischen Araber, die das sassanidische Perserreich erobert hatten. Zu dieser Zeit, in die auch die große und die kleine Kyz-Kala datieren, fungierte der Gelehrte Elias von Merw als nestorianischer Erzbischof von Merw. Der persische General Abū Muslim, mit dessen Hilfe die Abbasiden in dieser Stadt gegen die Umayyaden revoltierten, stammte aus Merw. Die Stadt war unter al-Ma'mūn (813–833) Hauptstadt. Der bedeutendste aus Merw stammende Gelehrte war der jüdische Astronom und Astrologe Sahl ibn Bischr. In diese Zeit fällt der Bau befestigter Burgen (Rabat), zweier buddhistischer und eines christlichen Klosters.
Merw wurde 1037 von den Seldschuken erobert und von Tschaghri Beg zur Hauptstadt des Ostens erhoben. Der Schwerpunkt der Stadt verschob sich westwärts, zu einem Ort, der heute Sultan-Kala genannt wird. Dieser befestigte Platz hat einen unregelmäßigen rechteckigen Grundriss. Dort finden sich das imposante Mausoleum des Sultans Ahmad Sandschar (gest. 1157), welcher ebenfalls in Merw residierte, und die Zitadelle Schahriyar-Ark aus dem 11. Jahrhundert. Auch das Mausoleum von Muhammad ibn Zaid, das Viertel der Töpfer und andere Ruinen in den Vororten stammen aus dieser Epoche.

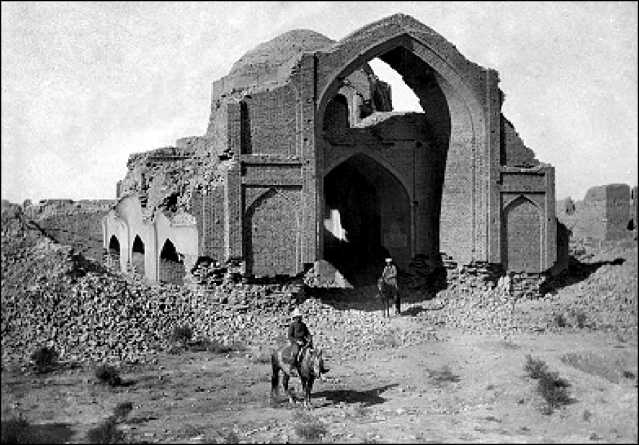
Moschee, fotografiert Ende des 19. Jahrhunderts

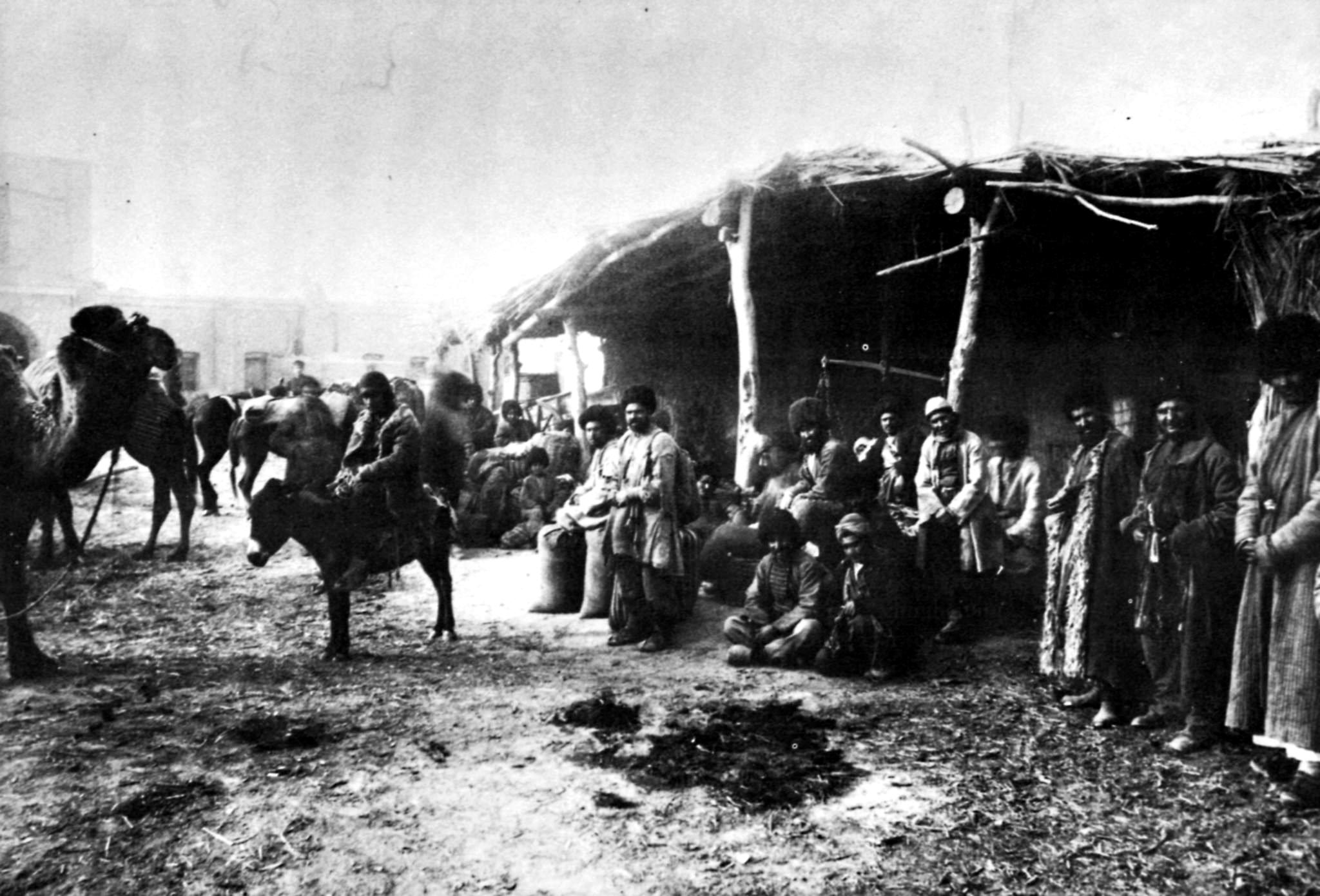
Karawanserei in Merw um 1890

Bei der Eroberung unter dem Mongolen Tolui Khan, Sohn des Dschingis Khan, im Jahre 1221 wurde die blühende Metropole zerstört und die Bevölkerung fast vollständig ermordet. Nach Meinung einiger Historiker wurden im Zuge der Belagerung mehr als 1 Million Menschen getötet, mehrere Hunderttausend davon Flüchtlinge, die in die Stadt geflohen waren. Damit ist die Belagerung eine der blutigsten Eroberungen der Weltgeschichte. Davor war Merw ein wichtiges Zentrum der Choresm-Schahs. Es erfolgte nur ein teilweiser Wiederaufbau, dessen südlich von Sultan-Kala gelegene Ruinen als Abdullah-Khan-Kala bekannt sind.
Merw wurde vom mongolisch-turkmenischen Eroberer Timur im Jahre 1380 erneut geplündert. In timuridischer Zeit (14./15. Jh.) entstanden unter anderem die beiden Aschab-Mausoleen. 1505 besetzten die Usbeken die Stadt und fünf Jahre später wurde sie wieder von Persien erobert, das bis 1524 und dann erneut von 1601 bis 1747 dort herrschte. Der Ort verlor nun jede Bedeutung.
Von den Persern gezwungen, mussten die Turkmenen im 19. Jahrhundert ihre Heimat verlassen und im östlichen Chorasan und Transoxanien siedeln, also auch bei Merw. Ab 1823 gehörte Merw zum Khanat Chiwa. Nach kriegerischen Auseinandersetzungen zwischen Persien und den Turkmenen kam der Ort 1883 durch General Komarow unter russische Herrschaft. 1884 wurde etwa 30 Kilometer westlich ein russisches Militär- und Verwaltungszentrum gegründet, das ebenfalls den Namen Merw (russisch Мерв) erhielt; seit 1937 ist die turkmenische Namensform Mary offiziell. 1925 wurde das Gebiet Teil der Sowjetrepublik Turkmenistan, das mit dem Zerfall der Sowjetunion seine Unabhängigkeit erlangte.
Die Verwüstungen Merws durch die Kara Kitai, Mongolen, Afghanen usw. vernichteten viele Kulturzeugnisse und haben nur einige Ruinen chorasanisch-seldschukischer Baukunst hinterlassen. Außer den Ruinen religiöser Bauten überdauerten nur Artefakte aus Keramik, hingegen keine Handschrift und keine Miniatur, obwohl bekannt ist, dass allein Merw zwölf Bibliotheken besaß.

## Ausgrabungen
Erste Untersuchungen der über 70 km2 verteilten Ruinen fanden 1880 statt. Intensivere archäologische Untersuchungen erfolgten durch die Expeditionen unter Evgen Michael Masson 1946–53 und darauf durch seine Schülerin Margarita Filanowitsch. Zu den bekanntesten Funden der Ausgrabungen in Merw zählt die sogenannte Merw-Vase aus der Zeit der sassanidischen Herrschaft.

## Sehenswürdigkeiten

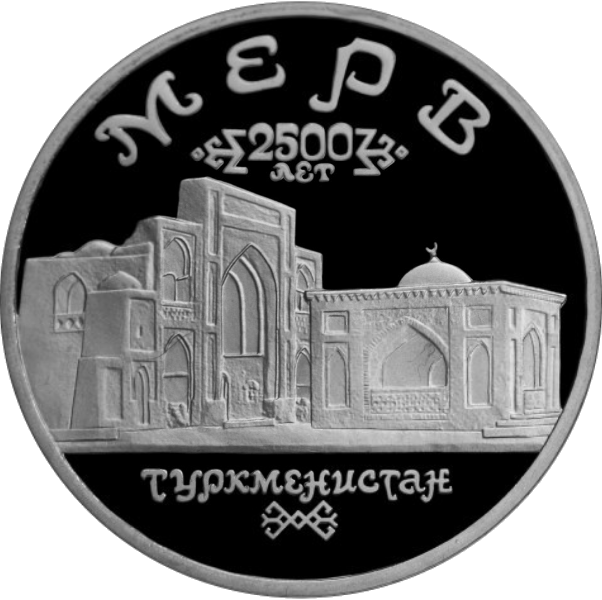
Gedenkmünze Merw – 2500 Jahre der Russischen Zentralbank von 1993

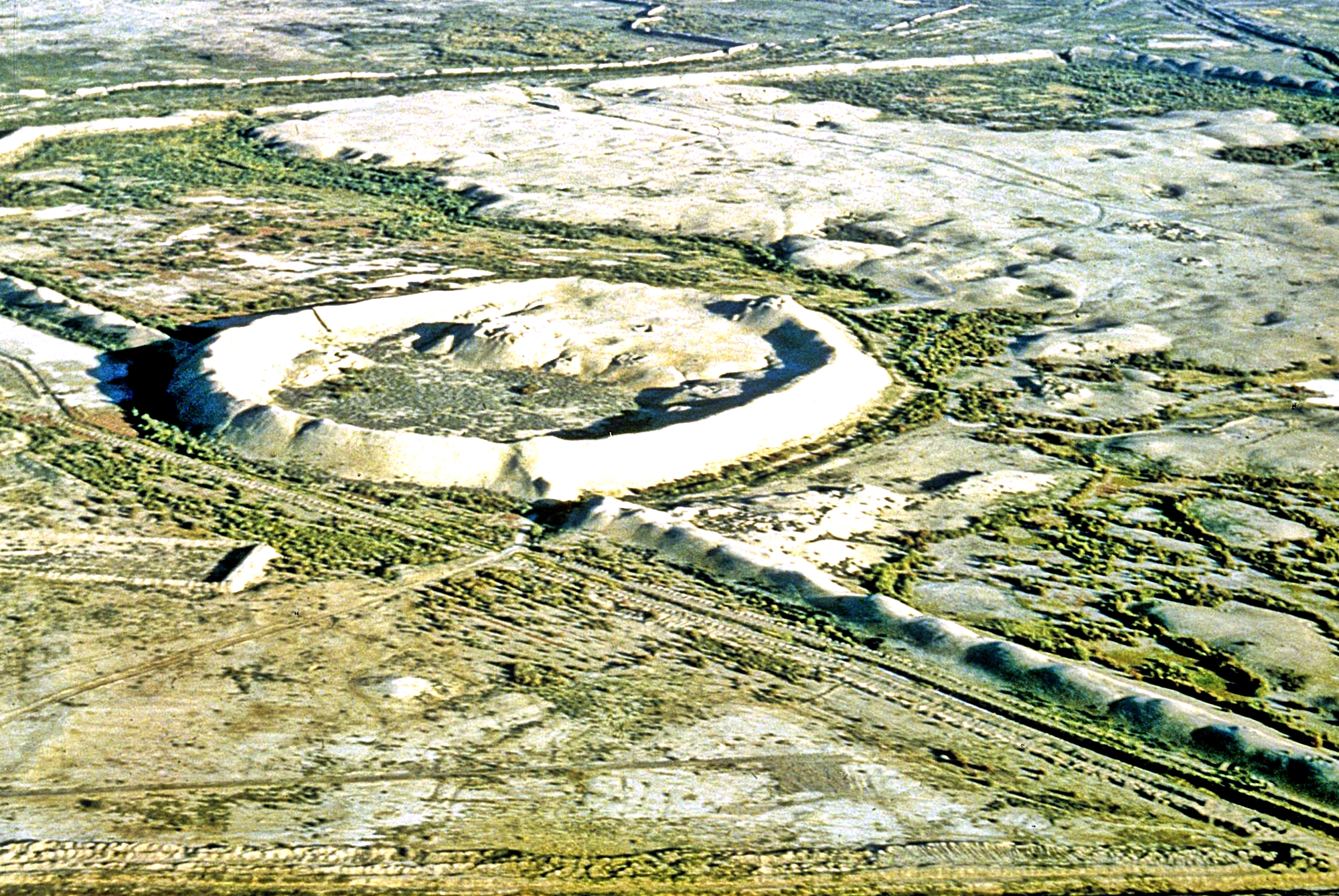
Erk-Kala
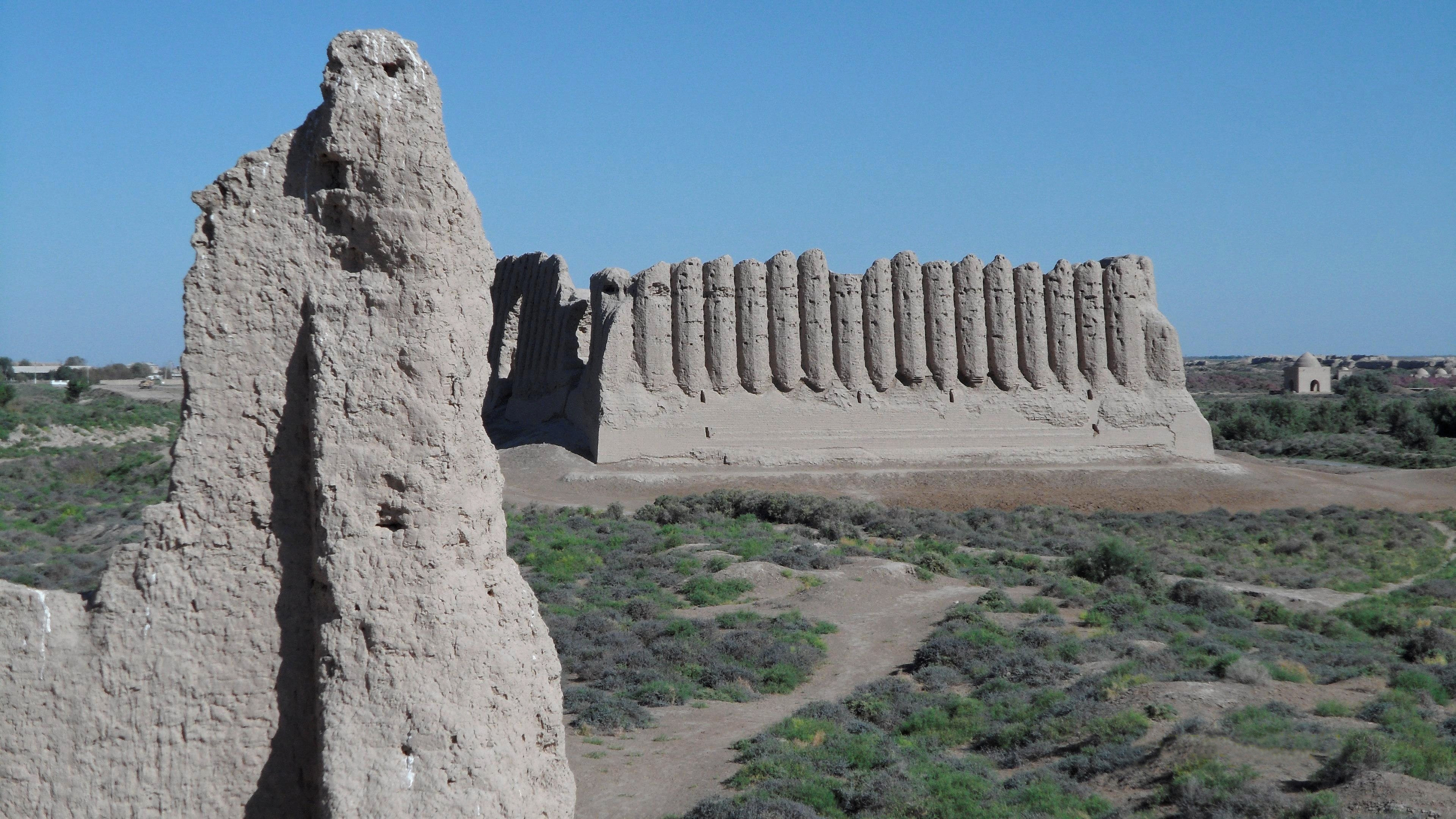
Große Kyz Kala
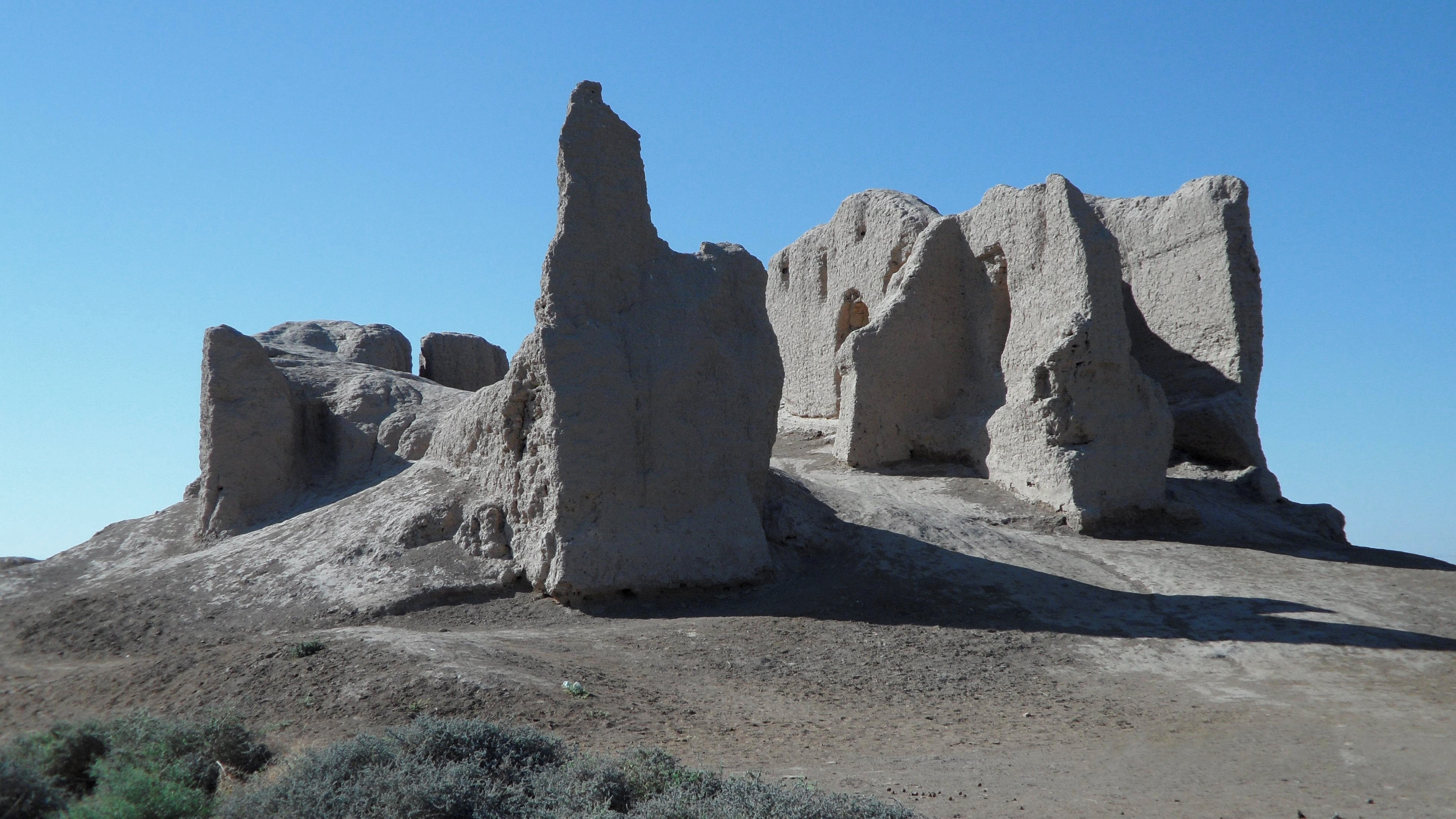
Kleine Kyz Kala
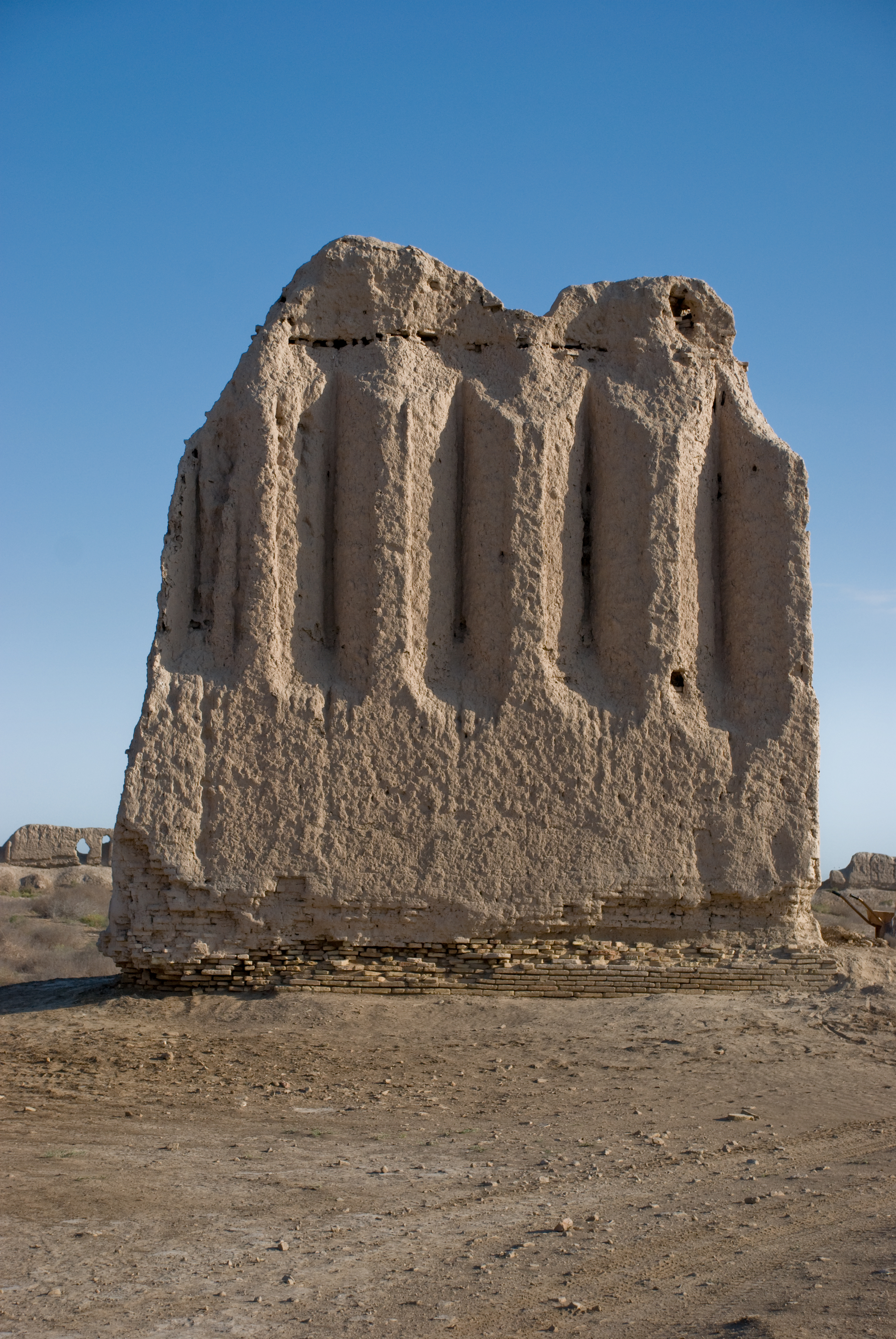
Mauer des zum Schahriyar-Ark gehörenden Kepter-Chana
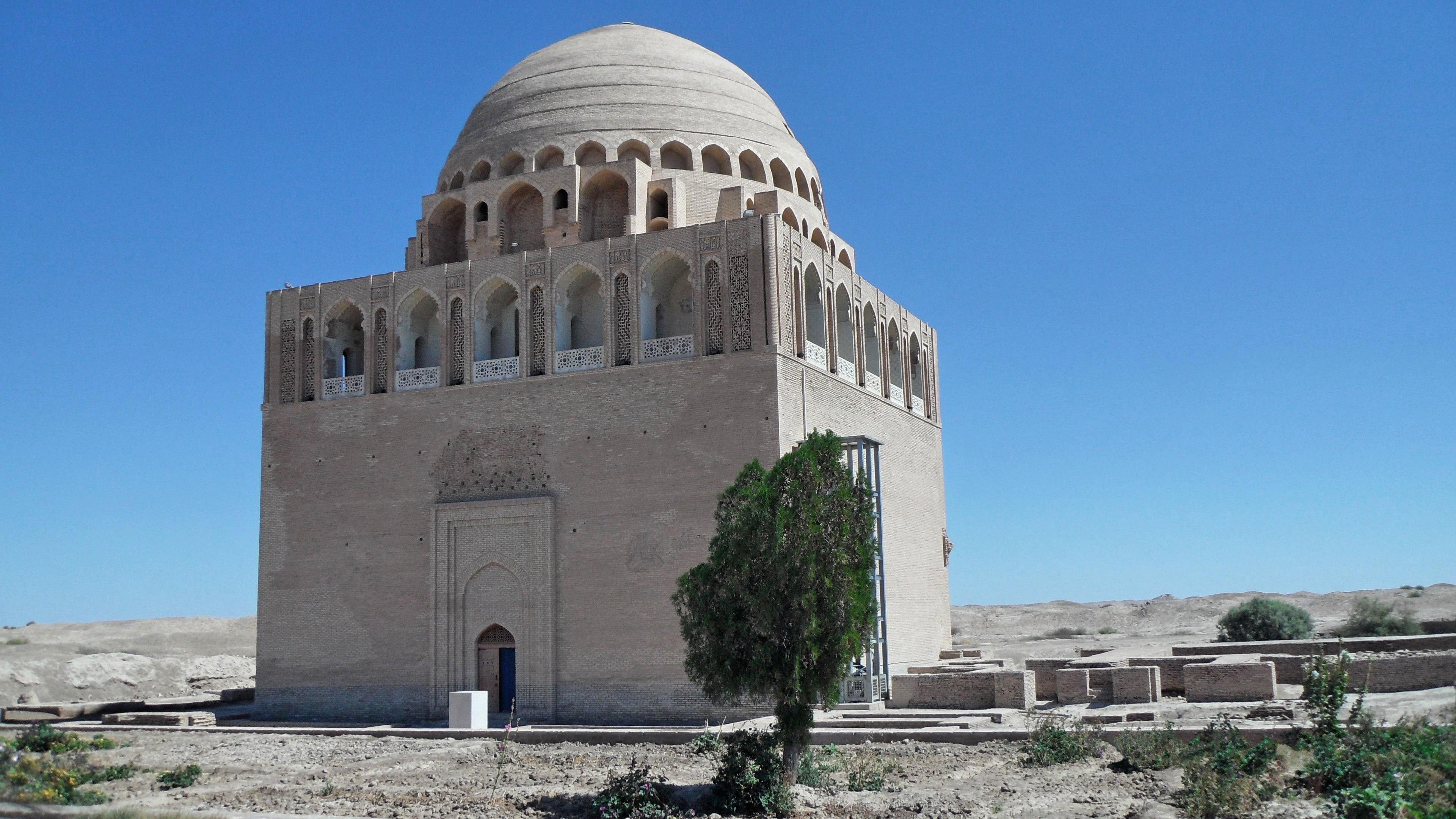
Sultan-Sandschar-Mausoleum
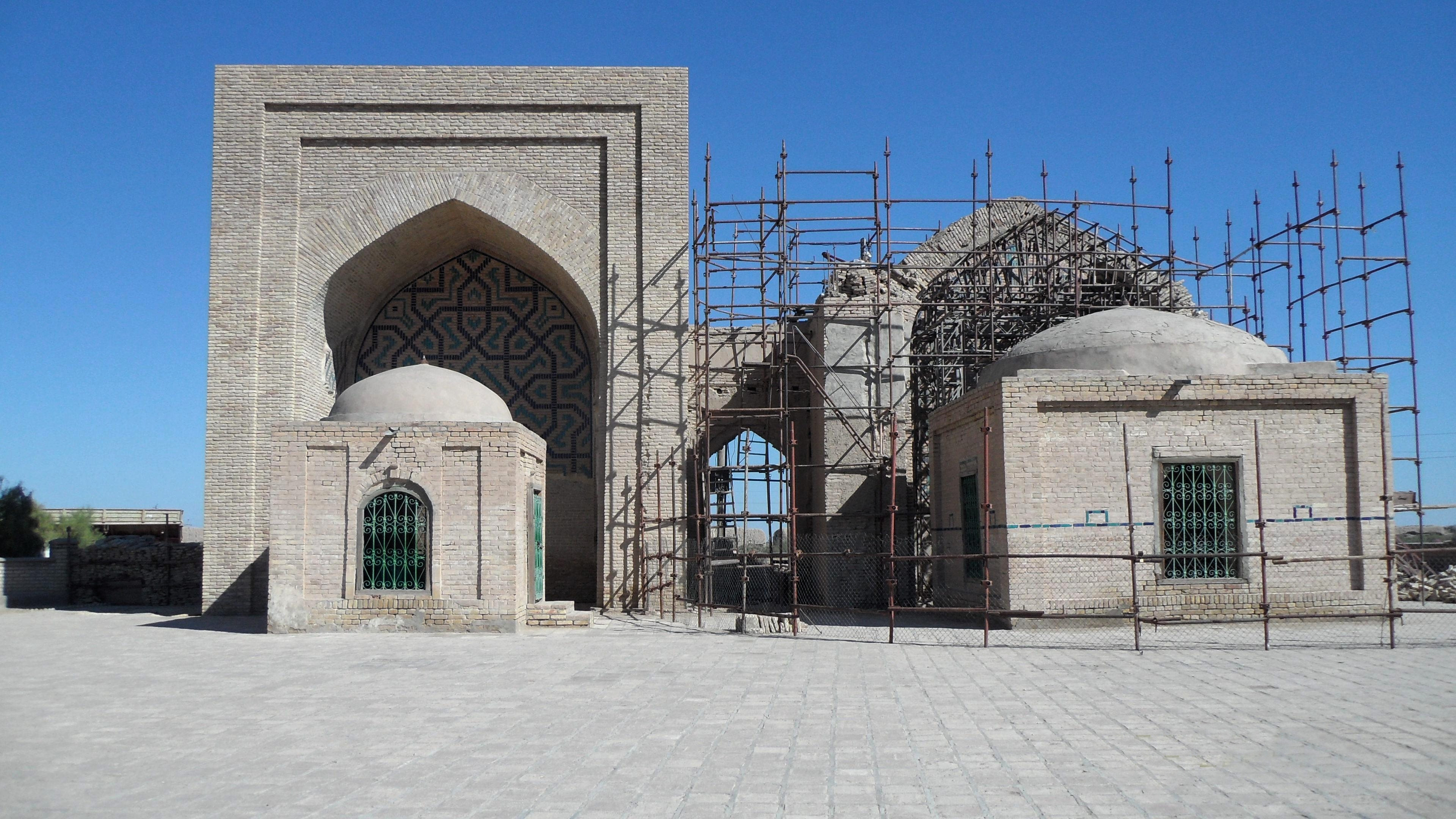
Aschab-Mausoleen

## Ausstellungen
Eine Ausstellung Margiana – Ein Königreich der Bronzezeit in Turkmenistan zur Oxuskultur fand im Jahr 2018 im Berliner Neuen Museum statt. Anschließend wurde diese Ausstellung sowohl in Hamburg als auch in den Mannheimer Reiss-Engelhorn-Museen gezeigt. Die Exponate stammten aus Ausgrabungen in Gonur Depe aus jüngster Zeit. Ergänzt wurden sie durch großformatige Fotos der Fotografin Herlinde Koelbl.

## Sonstiges
Die russische Staatsbank gab 1993 eine Gedenkmünze zum 2500. Jahrestag der Gründung der Stadt heraus.